# Pseudocalamobius pubescens
Pseudocalamobius pubescens là một loài bọ cánh cứng trong họ Cerambycidae.